# Novellino (biscotto)
Il novellino è un tipo di biscotto, diffuso in Italia, di forma rettangolare e con delle righe sulla parte superiore del biscotto stesso.

## Ingredienti
Il novellino contiene farina di frumento, zucchero, grassi, latte e miele.